# ما قبل المخاض
ما قبل المخاض (بالإنجليزية: Pre-labor)، ويُعرف أيضاً بالمخاض التمهيدي (Prodromal labor)، هو المرحلة التي تسبق بدء المخاض الحقيقي، وتُمثّل استعداد الجسم للولادة.
يُطلق أحياناً بشكل غير دقيق على هذه المرحلة اسم المخاض الكاذب (False labor). يبدأ المخاض التمهيدي بطريقة مماثلة للمخاض الحقيقي، لكنه لا يتطوّر ليؤدي إلى ولادة الطفل. لا تشعر جميع النساء بهذه المرحلة على الرغم من أنها تحدث دائماً، غير أن هذا لا يعني أن كل امرأة ستعاني من جميع الأعراض المرتبطة بها. يُستخدم مصطلح المخاض التمهيدي لوصف مجموعة من التغيرات الجسدية التي قد تطرأ على المرأة الحامل قبل بدء المخاض الحقيقي، مثل:
- زيادة حجم الدم، وقد تؤدي أحيانًا إلى احتباس السوائل أو التورّم.
- انقباضات براكستون هيكس (Braxton Hicks).
- وجود السرسوب (اللبأ) في الثديين.
- خروج السدادة المخاطية التي كانت تُغلق عنق الرحم أثناء الحمل.

يُستخدم مصطلح "المخاض الكاذب" أحيانًا لوصف مجموعة من انقباضات براكستون هيكس التي قد تُخطأ بأنها بداية المخاض الحقيقي.
ويُعتبر مصطلحا المخاض الكاذب والآلام الكاذبة مترادفين أحياناً.